# Abengourou
Abengourou ist eine Stadt im Osten der Elfenbeinküste mit 135.635 Einwohnern (Zensus 2014). Sie liegt im tropischen Regenwald an der Straße von Abidjan nach Ghana und stellt ein wichtiges Handelszentrum für die stark von der Plantagenwirtschaft abhängigen Region dar. 
Die Stadt ist Sitz des römisch-katholischen Bischofs von Abengourou und des Häuptlings der Agni, der zugleich Oberhaupt des im 18. Jahrhundert gegründeten Königreiches Indénié ist. Sein 1882 nach traditioneller Bauweise errichteter Palast ist mit indénischen Relikten und Wandteppichen geschmückt.
An öffentlichen Gebäuden gibt es in Abengourou ein Krankenhaus, mehrere Schulen, eine landwirtschaftliche Berufsschule und eine Forschungsstation für den Anbau von Kaffee und Kakao. Diese beiden wichtigsten Handelsgüter der Region werden zum Export in die 160 Kilometer entfernte Hauptstadt Abidjan transportiert.

## Persönlichkeiten
In Abengourou wurden der Diplomat Kacou Houadja Léon Adom (* 1950) und der Fußballspieler Roger Assalé (* 1993) geboren.